# Michel Gouéry
Michel Gouéry (Rennes, 1959) pintor i escultor francès. Neix el 1959 a Rennes i actualment resideix a París. Va estudiar a l'Escola de Belles Arts de Rennes i va anar com a pensionari a la Villa Médicis a Roma el 1987. En un inici es dedicava principalment la pintura i a partir de mitjans dels anys 90 comença a treballar escultures de terra cuita a les quals després s'hi dedica plenament.

## Obra
En els seus treballs inicials presenta un món d'imatges on tot és possible. Les imatges que utilitza són variades: pintura clàssica, segells, fotografies, il·lustracions,... El fet que l'artista les col·loqui juntes, malgrat no tenir relació entre si, ens obliga a contemplar-les de forma simultània. Davant aquesta acumulació d'imatges i afegint-hi la manera en què ordena i compon l'obra, aquesta adquireix un caràcter delirant i irònic.
A partir del 2000 les seves escultures esdevenen cada vegada més complexes i destacaran per la virtuositat de la tècnica i la varietat de textures i formes. Les connotacions i sensacions que provocaran en l'espectador seran també múltiples.
Cal destacar, la manera en què tracta els materials i l'epidermis de les seves escultures. Quan el que crea són cossos, trobem la idea d'acumulació d'elements abstractes en la superfície. Si els primers treballs eren realitzats a partir de maniquís, des del 2006 utilitza el modelatge atorgant així un aspecte realista i alhora al·lucinatori a les escultures.
Les seves escultures són realitzades amb terra cuita esmaltada. Aquesta tècnica junt amb les formes i els colors vius, reforça el caràcter orgànic i vital de les seves creacions.
Gouéry crea uns éssers que semblen trets d'un altre món. Són éssers irracionals que recorden a personatges cinematogràfics de ciència-ficció amb cert caire primitivista. Les seves figures semblen barrejar l'humà i el vegetal, el real i el fantàstic. Així, els seus treballs artístics causen un impacte ambigu a l'espectador: atrauen i al mateix temps repugnen.
Les formes orgàniques dels cossos recorden a elements de la natura com les plantes o els crustacis. Els seus treballs centren una atenció important en la biologia i l'anatomia dels cossos. Així, les obres creen una tensió als espectadors perquè la línia que separa la imaginació i la realitat és més molt fina. El que en un principi només és visible en la consciència, l'artista ho converteix en matèria, li atorga vida.
Per l'artista no hi ha assumptes nobles i innobles superant així els judicis estètics culturals. Igualment pretén evitar ser inclòs en alguna categoria o moviment artístic.

## Exposicions individuals
- Exposició Sortie de Vortex, FRAC (Fonds Régional d'Art Contemporain),2012.[4]
- L'art dans les Chapelles: Intervenció Sainte-Noyale, 2011
- Exposició Gouéryfication, Galerie Deborah Zafman, Paris, 2008.
- Jewel Thieves, Mycroft, Paris, 2007.
- ExposicióNouvelles Pointure, Galerie Trafic, Ivry, 2006.
- Exposició Kiss me, I'm E.T, Galerie Deborah Zafman, Paris, 2005.
- XX multiples, Dupneu, Rotterdam, 2005.
- Exposició Nous-y voilà, La Roche sur Yon, 2003.
- Exposició X-Voto, Galerie Trafic, Ivry, 2002.
- Exposició Mes amis extra-terrestres, Cesson-Sévigné, 2002.
- Galerie Trafic, Ivry, 2000.
- Centre Camille Lambert de Juvisy sur Orge, 1998.
- La Maison de Chailloux, Fresnes, 1997.
- École des Beaux Arts, Limoges, 1997.
- Le chat de Schroedinger, E.S.A.D, Reims, 1996.
- Exposition Mes amis, Area, Paris, 1994.
- Musée des Beaux Arts, Mulhouse, 1993.
- Galerie Delsol & Innocenzi, Paris, 1992.
- Peintures, Galerie Annick Glass, Billom, 1991.
- Pitture, Villa Medicis, Rome, 1987.

## Exposicions col·lectives
- L'œil du Cyclone, Galerie Deborah Zafman, Paris, 2008.[5]
- Pas sage, Galerie Trafic, Paris, 2008.
- Raw Goo, Galerie Deborah Zafman, Paris, 2007.
- Babylone, Galerie Micher, Paris, 2007.
- Hospitalité toi-même, Centre d'art Camille Lambert, Juvisy, 2007.
- French Touch, Villa Tamaris, La Seyne sur mer, 2007.
- Slick, Galerie Deborah Zafman, 2006.
- Art LA, Galerie Deborah Zafman, Los Angeles, 2006.
- Galerie Bernard Jordan, Paris, 2006.
- Looping, Clermont Ferrand, Frac Auvergne, 2005.
- Léda, Galerie Trafic, Ivry, 2005.
- Hors d'œuvres, Centre d'art Camille Lambert,Juvisy, 2005.
- My favorites things, Musée des Beaux Arts, Lyon, 2005.
- Céramiques et belles dentelles, Galerie Caminade, Paris, 2005.
- High Five, Zenfactory, Paris, 2005.
- Un privé au triage, Nanterre, 2004.
- Tapi, Galerie Deborah Zafman, Montreuil, 2004.
- La Chine, Galerie Deborah Zafman, Paris, 2003.
- Gallerie Hee, Los Angeles, 2003.
- Exhibition Psychodrome.02, Espai 13 de la Fundació Joan Miró, Barcelona, 2003. Dins el cicle Psychodrome"" comissariat per Grazia Quaroni i David Renaud[6]
- Exhibition Psychodrome.01, Espai 13 de la Fundació Joan Miró, Barcelona, 2002. Dins el cicle Psychodrome"" comissariat per Grazia Quaroni i David Renaud[7]
- Bataclone, (Exécutive gitane), Espace huit novembre, Paris, 2001.
- Action directe N°3 (avec H. Ic et S. Pencréac'h), Paris, 1999.
- Carte blanche n° 2, 3, 4, Paris, 1999.
- Filia, la Passerelle, Brest, 1999.
- Hommage à Camille Lambert, Centre d'Art Camille Lambert, Juvisy, 1999.
- Fanny, Avignon, 1998.
- L'art parodic, Galerie Météo, Paris, 1996.
- Petite impertinence, Cachan, 1996.
- The Exodus Has Begun (avec H.Ic et S. Pencréac'h), Paris, 1996.
- Je t'éclate la rondelle sale petite pute (avec F. Hybert...), Paris, 1996.
- Moi Gouéry et les autres... (avec V. Corpet, A. Lopez Huici...), Paris, 1996.
- Pour en finir en beauté (avec H. Ic et S. Pencréac'h), Paris, 1996.
- Mater la couleur (avec C. Bellegarde, R. Conte, F. Mendras), Evry, 1996.
- Courant d'art à Deauville, Etablissement Elie de Brignac, Deauville, 1995.
- Imaginatifs (avec Moo Chew Wong, Wade Saunders), Galerie Alessandro Vivas, Paris, 1995.
- Participació en l'exposició de Jean Dupuis : Qu'est-ce que j'ai fait, Qu'est-ce que j'ai pas fait, Galerie Donguy, Paris, 1995.
- Galerie François Mitaine, Paris, 1995.
- Parc des Expositions de la Porte de Versailles, Saga, Paris, 1994.
- Les cinquante ans du monde, Ecole Nationale Supérieure des Beaux-Arts, Paris, 1994.
- Grand-Palais, Saga, Paris, 1993.
- Prix Gras Savoye, Ecole Nationale Supérieure des Beaux-Arts, Paris, 1993.
- L'éloge de la peinture, Musée, Toulon, 1993.
- Galerie Delsol & Innocenzi (avec C. Saint Jacques & M. Weinstein), Paris, 1992.
- Des culs, Galerie Elisabeth Valleix, Paris, 1992.
- Salle Saint-Jean (avec C. Petit et M.Rebollo), Paris, 1992.
- Accrochage des acquisitions, F.N.A.C., Paris, 1989.
- Pêle-mêle (avec P. Antoniucci, P. Cognée, L. Le Groumellec...), Rennes, 1982.

### Catàlegs d'exposicions individuals
- X-Voto, text de Richard Leydier et Michel Gouéry, 2002.
- Mes amis extra-terrestres, texte de Pierre Ryngaert, 2003.
- Michel Gouéry, texte de Frédéric Valabrègue, édité par le Centre d'Art Camille Lambert deJuvisy, 1999.
- Michel Gouéry, édité par l'E.S.A.D de Reims, 1996.
- Ourdir la trame de la peinture, texte de Amy Barak. Catalogue de l'exposition de la Salle Saint-Jean à Paris, 1992.
- Michel Gouéry, 16 pages, éditions Villa Medicis, Rome, 1987.
- Michel Gouéry, 28 pages, éditions Villa Medicis, Rome, 1987.

### Altres catàlegs
- Psychodrome, Fondation Miro, 2002.
- Léda, Galerie Trafic, 2002.
- La Collection du FRAC Alsace, 2003